# TJ Uhelné sklady Praha (lední hokej)
TJ Uhelné sklady Praha (celým názvem: Tělovýchovná jednota Uhelné sklady Praha) byl československý klub ledního hokeje, který sídlil v Praze. Od sezóny 1981/82 hrál klub druhou nejvyšší soutěž v zemi. Ve skupině A skončil klub po základní části na 10. místě, což ho odsoudilo k odehrání skupiny o udržení. V ní klub skončil na nesestupovém 11. místě před TJ Slovan NV Louny. Jenže v další sezóně (1982/83) skončil klub rovněž ve skupině A na 11. místě a musel opět hrát skupinu o udržení. Klub v ní skončil na sestupovém 6. místě. Klub zanikl počátkem 90. let 20. století krátce po pádu komunistického režimu.

## Přehled ligové účasti
Stručný přehled
Zdroj: 
- 1968–1969: Krajský přebor - Praha (3. ligová úroveň v Československu)
- 1969–1970: Divize – sk. B (3. ligová úroveň v Československu)
- 1970–1973: Divize – sk. D (3. ligová úroveň v Československu)
- 1973–1975: 2. ČNHL – sk. B (3. ligová úroveň v Československu)
- 1975–1977: Divize – sk. A (4. ligová úroveň v Československu)
- 1977–1978: 2. ČNHL – sk. A (3. ligová úroveň v Československu)
- 1978–1979: 2. ČNHL – sk. C (3. ligová úroveň v Československu)
- 1979–1981: Krajský přebor - Praha (3. ligová úroveň v Československu)
- 1981–1983: 1. ČNHL – sk. A (2. ligová úroveň v Československu)
- 1983–1984: 2. ČNHL – sk. A (3. ligová úroveň v Československu)
- 1984–1985: 2. ČNHL – sk. B (3. ligová úroveň v Československu)
- 1985–1987: 2. ČNHL – sk. A (3. ligová úroveň v Československu)
- 1987–1988: Krajský přebor - Praha (4. ligová úroveň v Československu)
- 1988–1989: 2. ČNHL – sk. B (3. ligová úroveň v Československu)
- 1989–1990: 2. ČNHL – sk. A (3. ligová úroveň v Československu)
- 1990–1991: 2. ČNHL – sk. B (3. ligová úroveň v Československu)

Jednotlivé ročníky
Zdroj: 
Legenda: ZČ - základní část, červené podbarvení - sestup, zelené podbarvení - postup, fialové podbarvení - reorganizace, změna skupiny či soutěže
| Československo (1968 – 1991) |                        |           |           |                                       |               |
| Sezóny                       | Soutěž                 | Úroveň    | ZČ        | Play-off, nadstavba, sk. o udržení... | Poznámky      |
| 1968/69                      | Krajský přebor - Praha | 3. úroveň | 6. místo  |                                       | Reorganizace  |
| 1969/70                      | Divize – sk. B         | 3. úroveň | 4. místo  |                                       | Změna skupiny |
| 1970/71                      | Divize – sk. D         | 3. úroveň | 2. místo  |                                       |               |
| 1971/72                      | Divize – sk. D         | 3. úroveň | 2. místo  |                                       |               |
| 1972/73                      | Divize – sk. D         | 3. úroveň | 1. místo  |                                       | Reorganizace  |
| 1973/74                      | 2. ČNHL – sk. B        | 3. úroveň | 6. místo  |                                       |               |
| 1974/75                      | 2. ČNHL – sk. B        | 3. úroveň | 8. místo  |                                       | Sestup        |
| 1975/76                      | Divize – sk. A         | 4. úroveň | 2. místo  |                                       |               |
| 1976/77                      | Divize – sk. A         | 4. úroveň | 2. místo  |                                       | Reorganizace  |
| 1977/78                      | 2. ČNHL – sk. A        | 3. úroveň | 6. místo  |                                       | Změna skupiny |
| 1978/79                      | 2. ČNHL – sk. C        | 3. úroveň | 8. místo  |                                       | Reorganizace  |
| 1979/80                      | Krajský přebor - Praha | 3. úroveň | 2. místo  | Finálová skupina (2. místo)           |               |
| 1980/81                      | Krajský přebor - Praha | 3. úroveň | 1. místo  | Finálová skupina (1. místo)           | Postup        |
| 1981/82                      | 1. ČNHL – sk. A        | 2. úroveň | 10. místo | Skupina o udržení A (6. místo)        |               |
| 1982/83                      | 1. ČNHL – sk. A        | 2. úroveň | 11. místo | Skupina o udržení A (6. místo)        | Reorganizace  |
| 1983/84                      | 2. ČNHL – sk. A        | 3. úroveň | 5. místo  |                                       | Změna skupiny |
| 1984/85                      | 2. ČNHL – sk. B        | 3. úroveň | 7. místo  |                                       | Změna skupiny |
| 1985/86                      | 2. ČNHL – sk. A        | 3. úroveň | 7. místo  |                                       |               |
| 1986/87                      | 2. ČNHL – sk. A        | 3. úroveň | 8. místo  |                                       | Sestup        |
| 1987/88                      | Krajský přebor - Praha | 4. úroveň | 1. místo  | Finálová skupina (1. místo)           | Postup        |
| 1988/89                      | 2. ČNHL – sk. B        | 3. úroveň | 8. místo  |                                       | Změna skupiny |
| 1989/90                      | 2. ČNHL – sk. A        | 3. úroveň | 6. místo  |                                       | Změna skupiny |
| 1990/91                      | 2. ČNHL – sk. B        | 3. úroveň | 2. místo  |                                       |               |